# Бад-Дитценбах
Бад-Дитценбах (нем. Bad Ditzenbach) — община в Германии, в земле Баден-Вюртемберг. Расположена вблизи горного массива Швабский Альб и вершины Фухсек.
Подчиняется административному округу Штутгарт. Входит в состав района Гёппинген.  Население составляет 3674 человека (на 31 декабря 2010 года). Занимает площадь 25,46 км².